# Eu Sou Javé, o SENHOR, teu Deus
"Eu Sou Javé, o SENHOR, teu Deus" (Bíblia King James (BKJ)), também "Eu sou o SENHOR vosso Deus" (BJ), (hebraico אָֽנֹכִ֖י֙ יְהוָ֣ה אֱלֹהֶ֑֔יךָ, transliteração neolatina Ānōḵî Yahweh 'ĕlōheḵā = "Eu Sou Javé Teu Deus"), é o "Primeiro Mandamento da Lei de Javé Deus", na ordem original talmúdica, como ela foi dada a Moisés no Monte Sinai, em duas ocasiões (a primeira, relatada em Êxodo 20: 1–17, e a segunda, em Deuteronômio 5: 4–21), e é o termo de abertura de "Os Dez Mandamentos", que são amplamente acolhidos como imperativos espirituais e morais por biblistas, estudiosos, historiadores e teólogos, tanto cristãos como judeus, e que se consideram, em vasta maioria, como aplicáveis ao povo de Javé Deus também na "Era da Graça", colimados por Jesus Cristo nos Dois Mandamentos do Amor, que são Um Só.
O Livro do Êxodo começa apresentando os Dez Mandamentos, quais foram, pela primeira vez, entregues por Javé, o SENHOR Deus ao povo de Israel, após sua libertação da escravidão no Egito:
"(1) E Deus falou todas estas palavras: (2)'Eu Sou Javé, o SENHOR, teu Deus, que te fez sair da terra do Egito, da casa da escravidão! (3) Não terás outros deuses além de mim. (4) Não farás para ti nenhum ídolo, nenhuma imagem esculpida, nada que se assemelhe ao que existe lá em cima, nos céus, ou embaixo na terra, ou mesmo nas águas que estão debaixo da terra. (5) Não te prostrarás diante desses deuses e não os servirás, porquanto Eu, o SENHOR teu Deus, sou um Deus ciumento, que puno a iniquidade dos pais sobre os filhos até a terceira e quarta geração dos que me odeiam, (6) mas que também ajo com amor até a milésima geração para aqueles que me amam e guardam os meus mandamentos."
Os nome reverenciais אֱלֹהִים, neolatino Elohim, O SENHOR e dezenas de outros, referem-se, na verdade, a'O Nome Hebraico יהוה, neolatino YHWH, que é (יהוה) O Nome Pessoal e Próprio do Deus de Israel , conforme Sua Própria declaração em Ex 3:14-15 :
"(14) Então afirmou Deus a Moisés: 'Eu Sou o que Sou. E deveis dizer aos filhos de Israel: Eu Sou me enviou a vós outros! Disse Deus ainda mais a Moisés: 'Assim dirás aos filhos de Israel: Javé', o Deus de vossos antepassados, o Deus de Abraão, o Deus de Isaque e o Deus de Jacó me enviou até vós. Esse, pois, é o meu Nome eternamente, e assim serei lembrado de geração em geração!' "
A introdução aos Dez Mandamentos estabelece a Identidade de Deus tanto por Seu Nome Pessoal, como por Seu ato histórico de libertar Israel do Egito. Pode-se considerar que a linguagem e o padrão refletem os antigos tratados reais nos quais um grande rei identificava-se a si mesmo e, pois, os seus atos graciosos anteriores em relação a um assunto, rei ou povo. O estabelecimento de Sua Identidade pelo uso d'O Seu Nome Próprio Javé (com vogais de apoio intercalar, auxílio na pronúncia de YHWH, transliteração neolatina de יהוה), e seus atos poderosos na história distingue o Senhor Javé Deus dos deuses do Egito, julgados na morte dos primogênitos do Egito (Êx 12), dos deuses de Canaã, dos deuses das nações gentias, e dos deuses que são adorados como ídolos, exércitos celestes, ou as coisas encontradas na natureza, bem como outros "deuses", identificados por outros nomes próprios. Apresentado, portanto, de modo absolutamente distinto, O Senhor Javé Deus requer lealdade exclusiva dos israelitas. "Eu sou o SENHOR Teu Deus" ocorre várias vezes na Bíblia Sagrada.

## Os Dez Mandamentos
Diferentes tradições religiosas, não apenas judaicas ou só cristãs, apresentam os dezessete versículos de Êxodo 20: 1–17 e seus correspondentes versículos em Deuteronômio 5: 4–21  divididos e organizados em "dez mandamentos" ou "ditos" em modos diferentes, mostrados na tabela abaixo. Alguns sugerem que "o número dez" é uma opção para auxiliar a memorização, em vez de uma questão de teologia, embora essa organização decenal mostre coesão interna, concordância e consistência temática a justificá-la.
| LXX | FDA | SPT | TAV | AHV | CRV | LTV | PRC | Mandamento (artigo principal)                                                                 | Ex 20:1-17                                          | Dt 5:6-21                                           | Judaísmo                                            | Catol-"R"                                           | Catol-"O"                                           | Prot-"G"                                            |
| --- | --- | --- | --- | --- | --- | --- | --- | --------------------------------------------------------------------------------------------- | --------------------------------------------------- | --------------------------------------------------- | --------------------------------------------------- | --------------------------------------------------- | --------------------------------------------------- | --------------------------------------------------- |
| —   | —   | —   | 1   | —   | 1   | —   | (1) | Eu Sou Javé, o SENHOR, teu Deus, que te fez sair da terra do Egito, da casa da escravidão![1] | 2                                                   | 6                                                   | 1                                                   | 1                                                   | 1                                                   | 1                                                   |
| 1   | 1   | 1   | 2   | 1   | 1   | 1   | 1   | Não terás outros deuses além de Mim[1]                                                        | 3                                                   | 7                                                   | 2                                                   | 1                                                   | 1                                                   | 1                                                   |
| 2   | 2   | 1   | 2   | 1   | —   | 1   | 2   | Não farás para ti imagem de escultura[1]                                                      | 4–6                                                 | 8–10                                                | 2                                                   | 1                                                   | 2                                                   | 2                                                   |
| 3   | 3   | 2   | 3   | 2   | 2   | 2   | 3   | Não pronunciarás em vão o Nome de Javé, o SENHOR teu Deus[1]                                  | 7                                                   | 11                                                  | 3                                                   | 2                                                   | 3                                                   | 3                                                   |
| 4   | 4   | 3   | 4   | 3   | 3   | 3   | 4   | Lembra-te do dia do shabbãth, sábado, para santificá-lo[1]                                    | 8–11                                                | 12–15                                               | 4/sáb                                               | 3/dom[2]                                            | 4/dom[2]                                            | 4/dom[2]                                            |
| 5   | 5   | 4   | 5   | 4   | 4   | 4   | 5   | Honra teu pai e tua mãe                                                                       | 12                                                  | 16                                                  | 5                                                   | 4                                                   | 5                                                   | 5                                                   |
| 6   | 7   | 5   | 6   | 5   | 5   | 5   | 6   | Não matarás                                                                                   | 13                                                  | 17                                                  | 6                                                   | 5                                                   | 6                                                   | 6                                                   |
| 7   | 6   | 6   | 7   | 6   | 6   | 6   | 7   | Não adulterarás                                                                               | 14                                                  | 18                                                  | 7                                                   | 6                                                   | 7                                                   | 7                                                   |
| 8   | 8   | 7   | 8   | 7   | 7   | 7   | 8   | Não furtarás[3]                                                                               | 15                                                  | 19                                                  | 8                                                   | 7                                                   | 8                                                   | 8                                                   |
| 9   | 9   | 8   | 9   | 8   | 8   | 8   | 9   | Não darás falso testemunho contra o teu próximo                                               | 16                                                  | 20                                                  | 9                                                   | 8                                                   | 9                                                   | 9                                                   |
| 10  | 10  | 9   | 10  | 10  | 10  | 9   | 10  | Não cobiçarás (a casa do teu próximo)                                                         | 17a                                                 | 21b                                                 | 10                                                  | 10                                                  | 10                                                  | 10                                                  |
| 10  | 10  | 9   | 10  | 9   | 9   | 10  | 10  | Não cobiçarás (a mulher do teu próximo)                                                       | 17b                                                 | 21a                                                 | 10                                                  | 9                                                   | 10                                                  | 10                                                  |
| 10  | 10  | 9   | 10  | 10  | 10  | 10  | 10  | Não cobiçarás (seus servos, animais, ou coisa alguma que lhe pertença)                        | 17c                                                 | 21c                                                 | 10                                                  | 10                                                  | 10                                                  | 10                                                  |
| —   | —   | 10  | —   | —   | —   | —   | —   | Edificarás estas pedras, que Eu te ordeno, no Monte Gerizim                                   | Adoção exclusiva por parte da Comunidade Samaritana | Adoção exclusiva por parte da Comunidade Samaritana | Adoção exclusiva por parte da Comunidade Samaritana | Adoção exclusiva por parte da Comunidade Samaritana | Adoção exclusiva por parte da Comunidade Samaritana | Adoção exclusiva por parte da Comunidade Samaritana |

Tradições:
- Todas as citações das escrituras acima são da Bíblia King James . Clique nos versos no topo das colunas para outras versões.
- LXX: versão Septuaginta ("versão dos VXX"), geralmente seguida por cristãos ortodoxos.
- FDA: versão de Filo de Alexandria, basicamente idêntica à Septuaginta, mas com os mandamentos de "não matar " e de "não adulterar"  invertidos.
- SPT: versão do Pentateuco Samaritano ou Torá Samaritana, com um mandamento adicional sobre o Monte Gerizim como sendo o décimo.
- TAV:  versão do  Talmude judaico, faz do "prólogo" o primeiro "ditado" ou "matéria" e combina a proibição de adorar outras divindades além de Javé com a proibição da idolatria.
- AHV: versão de Agostinho, segue o Talmude, ao combinar os versículos 3–6, mas omite o prólogo como um mandamento e divide a proibição de cobiçar em dois e segue a ordem de palavras de Deuteronômio 5:21 em vez da de Êxodo 20:17.
- CRV: versão da Igreja Católica Romana, o Catecismo da Igreja Católica, em grande parte — mas, não em tudo — segue Agostinho.
- LTV: versão da Igreja Luterana, segue o Catecismo Maior de Lutero, que segue Agostinho, mas omite a proibição das imagens e usa a ordem das palavras de Êxodo 20:17, em vez das de Deuteronômio 5:21 para o nono e décimo mandamentos.
- PRC:  visão da Igreja Calvinista, segue os Institutos da Religião Cristã de João Calvino, que segue a Septuaginta; esse sistema também é usado no Livro Anglicano de Oração Comum.[32]
- A passagem dos mandamentos no Êxodo contém mais de dez declarações, dezenove no total. Enquanto a própria Bíblia assina a contagem de "10", usando a frase hebraica aseret had'varim— traduzida com as 10 palavras, afirmações ou coisas, essa frase não aparece nas passagens usualmente apresentadas como sendo "os Dez Mandamentos". Várias religiões dividem os mandamentos de modo diferente.  A tabela exibida aponta essas diferenças.
- [1] Jesus Cristo, em seu ministério, apresenta uma "releitura universal da Lei Mosaica", desde o Sermão da Montanha (Mt 5, 6 e 7[33]), bem como em várias outras ocasiões, em particular, o ensino sobre "O Maior Mandamento da Lei", ao qual foi arguido por um "juiz judeu, perito na Lei", conforme (Mt 22: 34-40[34]): " (34) Assim que os fariseus ouviram que Jesus havia deixado os saduceus sem palavras, reuniram-se em conselho. (35) E um deles, juiz perito na Lei, formulou uma questão para submeter Jesus à prova: (36) 'Mestre, qual é o Maior Mandamento da Lei?' (37) Asseverou-lhe Jesus: ' Amarás o Senhor, teu Deus, de todo o teu coração, de toda a tua alma e com toda a tua inteligência. (38) Este é o primeiro e maior dos mandamentos. (39) O segundo, semelhante a este, é: Amarás o teu próximo como a ti mesmo. (40) A estes dois mandamentos estão sujeitos toda a Lei e os Profetas. " (Mt 5, 6 e 7[34]). Alguns estudiosos e intérpretes bíblicos apressam-se a concluir que, com tal declaração, O Senhor Jesus Cristo houvesse abolido a Lei Antiga, o que, em verdade, nunca se deu. O que Ele fez foi uma "releitura unificadora e universalizante da Lei Antiga (também universal)", contudo sob um novo prisma — o prisma soberano do Amor". E, nesse sentido — pode-se dizer que Jesus Cristo "resumiu" a Antiga Lei de dez mandamentos para dois... e os dois tornou-os um só: O Grande e Universal Mandamento do Amor. O Apóstolo João, em seu evangelho remarca essa nota de modo extraordinário, por exemplo, em Jo 3:16-17[35]: " (16) Porque Deus amou o mundo de tal maneira que deu o seu Filho Unigênito, para que todo aquele que nele crê não pereça, mas tenha a vida eterna. (17) Portanto, Deus enviou o seu Filho ao mundo não para condenar o mundo, mas para que o mundo fosse salvo por meio dele. ". E, ainda mais, em suas Cartas (ou Epístolas), ele faz questão de aprofundar esse tema essencial, indispensável e universal. Por exemplo, em 1 Jo 3:16-17[36]:" (7) Amados, amemos uns aos outros, pois o Amor procede de Deus; e todo aquele que ama é nascido e conhece a Deus. (8) Aquele que não ama não conhece a Deus, porquanto Deus é Amor. (9) Foi desse modo que se manifestou o Amor de Deus para conosco: em haver Deus enviado o Seu Filho Unigênito ao mundo, para vivermos por intermédio d'Ele. (10) Assim, nisto consiste o Amor: não em que nós tenhamos amado a Deus, mas em que Ele nos amou e enviou o seu Filho como propiciação pelos nossos pecados. ". Algumas igrejas cristãs, entre as quais a Igreja Católica Romana,  mas não apenas ela, reunem os mandamentos da seguinte forma:  os mandamentos do Decálogo de números 1 a 4 são mandamentos de Amor a Deus; os de números 5 a 10 são mandamentos de Amor ao próximo.
- [2] O Cristianismo, em suas igrejas de modo geral (exceto as de confissão sabatista, como a Igreja Adventista do Sétimo Dia, entre outras) entende o dia de domingo como o dia do Senhor na Nova Aliança, pois foi o dia em que Jesus Cristo ressuscitou ("o terceiro dia")[37].
- [3] O Judaísmo afirma que essa é uma referência ao furto em geral, embora alguns, com base em Lv 19:11,[38] e na hermenêutica talmúdica (דבר הלמד מעניינו, Davar ha-lamed me-inyano ="O que ensina seu interesse",[39][40] sugiram ser apenas furto de propriedade.
- (4)/sab e (3 ou 4)/dom significam, respectivamente, os dias de sábado ou domingo, considerados de observância devida para o mandamento do shabbãth, por parte da confissão religiosa citada. O número "3" significa que a fé em causa considera-o como terceiro mandamento e o número "4", como o quarto mandamento.

A narrativa bíblica da revelação no Sinai começa em Êxodo 19:16,17 após a chegada dos filhos de Israel ao Monte Sinai (também chamado Monte Horebe). "(16) Ao alvorecer do terceiro dia, houve trovões, relâmpagos e uma espessa nuvem sobre a montanha, e um clangor muito forte de trombeta; e todas as pessoas que estavam no acampamento começaram a tremer de medo. (17) Então Moisés conduziu o povo para fora do acampamento, para encontrar-se com Deus, ao pé da montanha". Depois de "Javé Deus, o Senhor descer sobre o Monte Sinai", Moisés subiu brevemente e voltou e preparou o povo, e, em seguida, em Êxodo 20, "Deus falou" a todas as pessoas as palavras da Aliança, ou seja, os "Dez Mandamentos", como está escrito. A erudição bíblica moderna diverge sobre se, em Êxodo 19-20, o povo de Israel ouviu diretamente todo o Decálogo, ou apenas parte dele, ou se o povo o recebeu por meio de Moisés.
Como o povo estava com medo de ouvir mais e "distanciou-se", Moisés disse: "Não tenhais medo". Ele, porém, chegou-se à "escuridão espessa", onde "A Presença do SENHOR estava", para ouvir os estatutos adicionais e "juízos" os quais "escreveu"  na "Torá", e que leu para o povo na manhã seguinte, e todo o povo concordou em obedecer e fazer tudo o que o SENHOR havia dito. Moisés escoltou um grupo seleto composto por Aarão, Nadabe e Abiú e "setenta dos anciãos de Israel" para um local no monte onde eles adoravam "de longe"e eles "viram O Deus de Israel" acima de um "pavimento trabalhado como pedra de safira clara".
Então Javé disse a Moisés: "Sobe o monte, vem até mim e fica aqui; Eu te darei as tábuas de pedra com a Lei e os mandamentos que escrevi para instrução do povo!" Moisés partiu com Josué, seu cooperador; e subiram à montanha de Deus. — Primeira menção das Tábuas da Aliança em Ex 24:12-13

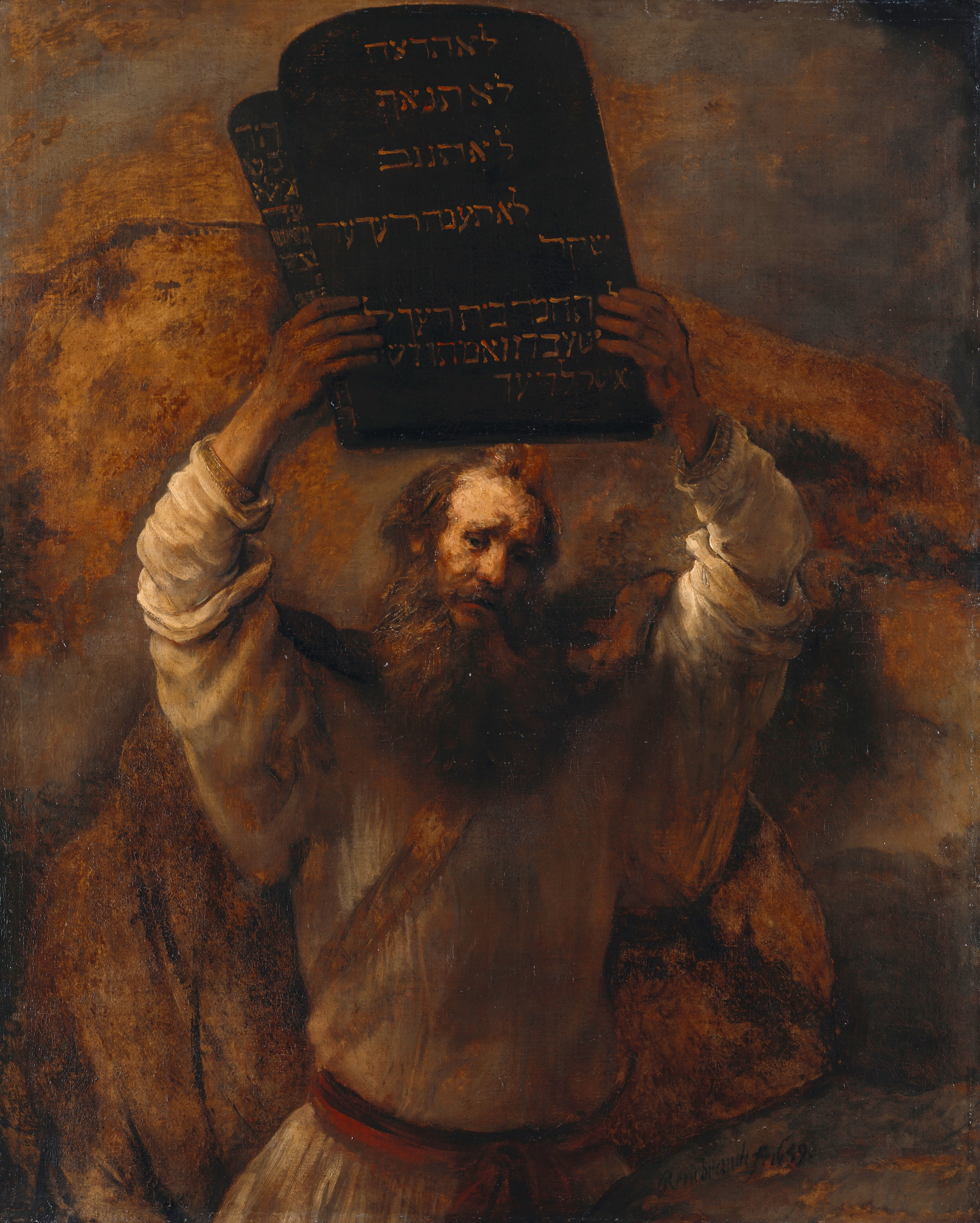
Moisés quebra as Tábuas da Lei (1659) por Rembrandt. (Gemäldegalerie, Berlin)

O monte ficou coberto pela nuvem durante seis dias, e no sétimo dia Moisés entrou no meio da nuvem e ficou "no monte quarenta dias e quarenta noites ". E Moisés disse: "O SENHOR Javé entregou-me duas tábuas de pedra escritas com O Dedo de Deus, e nelas estava escrito de acordo com todas as Palavras, que o SENHOR Javé falou convosco no monte do meio do fogo no dia da assembléia " Antes dos quarenta dias completos expirarem, os filhos de Israel decidiram coletivamente que algo havia acontecido a Moisés, e compeliram Arão a moldar um bezerro de ouro , e ele "construiu um altar diante dele" e o povo "adorou". Com essa conduta, o povo de Israel demonstrou que, apesar de ter saído e liberto do Egito em apenas um dia, todavia, o Egito ainda precisava sair dele, o que tomou muito mais tempo.
Após quarenta dias, Moisés e Josué desceram do monte com as duas tábuas: "E aconteceu que, chegando ao arraial, viu o bezerro e a dança; e Moisés, ardendo em ira, tirou as tábuas das mãos e as quebrou no pé do monte. Após os eventos nos capítulos 32 e 33, no capítulo 34: "Então Javé solicita a Moisés: 'Corta duas placas de pedra semelhantes às primeiras, sobe a mim na montanha, e Eu escreverei as mesmas palavras que escrevi nas primeiras tábuas, que quebraste'.". "(27) Disse ainda Javé a Moisés: 'Escreve essas palavras; porquanto é de acordo com o teor dessas palavras que estabeleço aliança contigo e com Israel!' (28) Moisés ficou ali com o SENHOR quarenta dias e quarenta noites, sem comer pão e sem beber água. E escreveu sobre as tábuas de pedra as palavras da aliança: os Dez Mandamentos".
Conforme a tradição judaica, Êxodo 20: 1–17{ constitui a primeira dação de Deus dos Dez Mandamentos nas duas tábuas, que Moisés quebrou em ira com sua nação rebelde. Mais tarde, foi reescrita em novas tábuas e depositada na Arca da Aliança. Essas novas tábuas consistem na reedição por Deus dos Dez Mandamentos para a geração mais jovem que deveria entrar na Terra Prometida. As passagens em Êxodo 20 e Deuteronômio 5 contêm mais de dez declarações, totalizando dezenove ao todo.

## Antigo Testamento

### Bíblia hebraica
Ao dizer: "Eu sou o Javé, o SENHOR teu Deus, que te tirou do Egito, da terra da escravidão", Ele se introduz pel'O Nome, para estabelecer Sua autoridade por trás das estipulações que se seguem. O imperativo implícito é acreditar que Deus existe e que seu nome próprio é Javé. Ao invocar o êxodo do Egito, também sugere o arquétipo de Deus como redentor e interventor na história. Esse versículo também serve como a cláusula de motivo para os seguintes imperativos
O texto segue um padrão antigo de tratado real, no qual o monarca falante começa por identificar-se a si mesmo pelo nome e por seus atos notáveis. Javé estabelece assim sua posição em relação aos israelitas, que devem render completa submissão, lealdade e obediência a ele. A lógica da aliança estabelece uma relação exclusiva na qual a população sujeita pode ter apenas um soberano, como expressamente explicado em nenhum outro deus diante de mim.

### Doutrina judaica

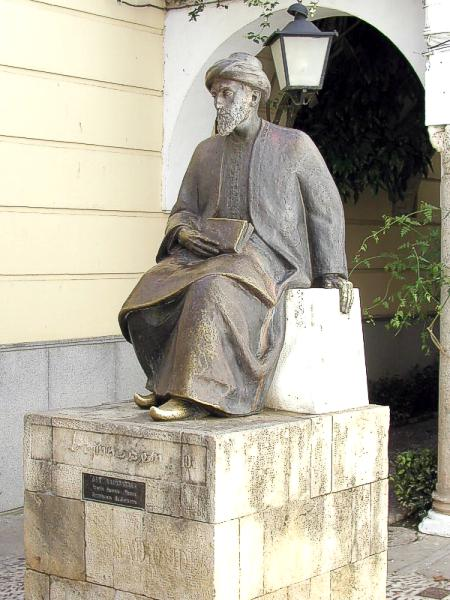
Monumento para o escritor, filósofo, historiador, médico e rabino Maimônides
(Córdoba, Espanha)

"Eu sou o SENHOR teu Deus que te tirou da terra do Egito, da casa da escravidão. Não terás outros deuses diante de mim..." Maimônides interpretou isso como uma ordem que exige que se saiba que existe um Deus . Ibn Ezra interpretou isso como uma ordem para acreditar queJavé é o único Deus.] Esse comando proíbe a crença ou adoração de quaisquer divindades adicionais:

"Quem aceita um falso deus como verdadeiro, mesmo quando ele não o adora, desonra e blasfema o nome glorioso e maravilhoso do Absoluto, Eterno, Único e Verdadeiro Deus."—  Mishneh Torá, capítulo 2, Halacha 6
"O idólatra — não importa se alguém comete adoração idólatra ou faz um sacrifício ou queima incenso ou derrama uma libação ou se prostra ou aceita como um deus ou diz "você é meu deus". Mas quem quer que o abraça, beije ou honre, salpique, ou lave ou unge, ou vista, ou coloque sapatos nele, transgride um mandamento negativo. Quem faz um voto em seu nome ou faz um juramento em seu nome, transgride um mandamento negativo. "— Mishnah Sanhedrin 7:6
"Não faça uma imagem ou figura alguma do que está no céu... 'Isso proíbe a construção ou criação de 'ídolos' em semelhança da criação (animais, peixes, pássaros, pessoas) e a adorá-los."
"A essência do mandamento [proibindo] a adoração de falsos deuses não é servir a nenhuma das criações, nem a um anjo, a uma esfera ou a uma estrela, nem a nenhum dos quatro elementos fundamentais, nem a qualquer entidade criada a partir deles."— Mishneh Torá, capítulo 2, Halachá 1

## Novo Testamento

### Cristianismo
O Senhor Jesus Cristo cita Deuteronômio quando tentado por Satanás, após as duas primeiras clássicas tentações, na terceira e derradeira, a lhe oferecer adoração em troca de todos os reinos do mundo:
"(1) Jesus foi então conduzido pelo Espírito, ao deserto, para ser tentado pelo Diabo. (2) Depois de jejuar quarenta dias e quarenta noites, teve fome. (3) O tentador aproximou-se então d'Ele e disse: 'Se Tu és o Filho de Deus, manda que estas pedras se tornem em pães'. (4) Jesus, porém, afirmou-lhe: 'Está escrito: 'Nem só de pão viverá o homem, mas de toda a palavra que sai da boca de Deus ' '. (5) Então o Diabo o conduziu à Cidade Santa, e colocou-o sobre a parte mais alta do templo e desafiou-lhe: (6) 'Se tu és o Filho de Deus, joga-te daqui para baixo'. Pois está escrito: 'Aos seus anjos dará ordens a teu respeito, e com as mãos eles te susterão, para que jamais tropeces em alguma pedra' '. (7) Contestou-lhe Jesus: 'Também está escrito: 'Não tentarás o SENHOR teu Deus ' '. (8) Tornou o Diabo a levá-lo, agora para um monte muito alto. E mostrou-lhe todos os reinos do mundo em todo o seu esplendor. (9) E propôs a Jesus: 'Tudo isso te darei se, prostrado, me adorares. (10) Ordenou-lhe, então, Jesus: 'Vai-te, Satanás, porque está escrito: 'Ao SENHOR, teu Deus, adorarás e só a Ele servirás ' .(Bíblia King James Atualizada online)
Noutra ocasião, arguido por um judeu, juiz e perito na Lei, com a única finalidade de prová-l'O, O Senhor Jesus Cristo repete a conhecidíssima locução-oração Shemá Israel (Ouve, Ó Israel...:) , acerca d'O Mandamento Mais Importante:
"(34) Assim que os fariseus ouviram que Jesus havia deixado os saduceus sem palavras, reuniram-se em conselho. (35) E um deles, juiz perito na Lei, formulou uma questão para submeter Jesus a prova: (36) ' Mestre, qual é o maior mandamento da Lei? '( 37) Asseverou-lhe Jesus: Amarás o Senhor, teu Deus, de todo o teu coração, de toda a tua alma e com toda a tua inteligência. (38) Este é O Primeiro e O Maior dos Mandamentos. (39) O segundo, semelhante a este, é: 'Amarás o teu próximo como a ti mesmo'. (40) A estes dois mandamentos estão sujeitos toda a Lei e os Profetas'  "(Bíblia King James Atualizada online)
Aqueles que são a idolatria de qualquer espécie, e que, por exemplo, comem comida sacrificada a ídolos são repreendidos. Como na Bíblia hebraica, sacrificar a outros deuses é adoração a demônios, a idolatria é adoração de demônios também no Novo Testamento, e Deus é dito como ciumento quanto à idolatria:
"(14) Por isso, meus amados irmãos, fugi da idolatria. (15) Falo isso a pessoas sensatas; julgai vós mesmos o que estou afirmando. (16) Não é verdade que o cálice da bênção que abençoamos é a comunhão do sangue de Cristo? Acaso o pão que partimos não é nossa participação no Corpo de Cristo? (17) Como há somente um pão, nós, que somos muitos, somos um só corpo, pois todos participamos de um único pão. (18) Observai o povo de Israel: porventura os que comem dos sacrifícios não são participantes do altar? (19) Sendo assim, o que estou querendo dizer? Será que o sacrifício oferecido a um ídolo significa alguma coisa? Ou o ídolo tem algum valor? (20) Não! Quero enfatizar que o que os pagãos sacrificam é oferecido, isto sim, aos demônios e não a Deus. E não quero que tenhais qualquer comunhão com os demônios. (21) Não podeis beber do cálice do Senhor e do cálice dos demônios. Não podeis participar da mesa do Senhor e da mesa dos demônios. (22) Ou desejamos provocar os ciúmes do Senhor? Porventura somos mais fortes do que Ele? "(Bíblia King James Atualizada online)
O Novo Testamento afirma que Deus traz consequências para quem adora outros deuses. Ele sugere que, na era da Bíblia hebraica, Deus "tolerou" a ainda existente idolatria de outras nações além de Israel, mas que, na era da Nova Aliança, Ele ordena "todas as pessoas, em todos os lugares, ao arrependimento". Os ídolos são ditos como "coisas sem valor" e as pessoas são exortadas a se ligarem em Javé, O Deus vivo. O ensinamento de Moisés e a experiência de Israel na saída do Egito são usados para estimular os cristãos a se absterem da idolatria e da imoralidade sexual.

### Visão católica
A Igreja Católica Romana tem  corpo dogmático e doutrinário próprios, que suportam a e estão inseridos no seu ideário cristão.  Seu "catecismo" [dos termos gregos κατηχισμός (substantivo), originário de κατηχέω (verbo) pelo latim tardio catechismus, significando "instrução a viva voz (ou instrução pelo modo tradicional, por ensinamento falado e ouvido)") ensina que "O Primeiro Mandamento Global da Lei de Deus relaciona o homem a Deus, a esperar nele e a amá-lo acima de tudo".Ele cita a exigência da Shemá Israel, que é: "Amarás O Senhor, teu Deus, com todo o teu coração, e com toda a tua alma e com toda a tua força", que foi a resposta d'O Senhor Jesus Cristo, quando foi tentado por Satanás, na terceira tentação, das três canônicas, clássicas e universais tentações apresentadas nos Evangelhos, citação aqui referida de Mt 4:10:
"(10) Ordenou-lhe então Jesus: 'Vai-te, Satanás, porque está escrito: 'Ao SENHOR, teu Deus, adorarás e só a Ele servirás(Bíblia King Kames Atualizada online). (Segundo a Igreja Católica Romana, "Adorar a Deus, orando a Ele, oferecendo-l'HE a adoração que l'HE pertence, cumprindo as promessas e promessas feitas a Ele são atos da virtude da religião que se enquadram sob a Obediência ao Primeiro Mandamento")
Em sua explicação do primeiro mandamento, o "Catecismo Católico" cita o diálogo de Justino Mártir, para apoiar seu ensino de que os cristãos e judeus creem no Mesmo e Único Javé Deus, Criador e Senhor de Todo o Universo:
"Não haverá outro Deus... nem existiu desde a eternidade qualquer outro existente... mas Aquele que criou e eliminou todo este universo. Nem pensamos que existe um Deus exclusivo apenas para nós [os cristãos], bem como outro Deus exclusivo apenas para vós [judeus], mas somente Ele, O Absoluto, Eterno Único e Verdadeiro Deus, o Altíssimo, que tirou vossos pais do Egito com mão forte e braço alto. Nem confiamos em nenhum outro (pois outro não há), mas n'Aquele em quem também vós confiastes, e confiaram os Patriarcas, o Deus de Abraão, e de Isaque e de Jacó."— Justino Mártir
O Catecismo Católico descreve ainda a frase "Eu sou o SENHOR" no início dos Dez Mandamentos como uma expressão da existência de Deus e de Sua Autoridade, expressando-se assim:
"O Primeiro Mandamento abrange a Fé, a Esperança e a Caridade. Quando dizemos 'Deus', confessamos um Ser Constante e Imutável, Eternamente Sempre o Mesmo, Fiel e Justo, sem Mal Algum. Segue-se que devemos necessariamente aceitar Suas palavras e ter fé completa n'Ele e reconhecer Sua autoridade. Ele é Onipotente, Misericordioso e Infinitamente Beneficente. Quem não poderia colocar toda a esperança n'Ele? Quem não poderia amá-l'O ao contemplar os tesouros da Bondade e do Amor que Ele derramou sobre nós? Daí a fórmula que Deus emprega nas Escrituras no início e no final de seus mandamentos: "EU SOU O SENHOR"."

### Visão protestante
Martinho Lutero descreve o primeiro mandamento como proibindo tanto a honra literal a outros deuses como a deposição de confiança em [quaisquer] ídolos do coração: boas obras, dinheiro, superstição, etc..
"Assim, por exemplo, os pagãos que colocaram sua confiança no poder e domínio elevaram Júpiter como o deus supremo; os outros, que estavam empenhados em riquezas, felicidade ou prazer, e uma vida de facilidades, escolheram Hércules, Mercúrio, Vênus ou outros; mulheres com filhos, Diana ou Lucina, e assim por diante; assim cada um fez que seu deus segundo a inclinação de seu coração, de modo que, mesmo na mente dos gentios, "ter um deus significava confiar e crer". Mas o erro deles é que a confiança deles é falsa e errada, pois não é colocada n'O Único e Verdadeiro Deus, além de Quem verdadeiramente outro não há, céu ou na terra. Portanto, os pagãos realmente fazem de suas idéias e sonhos inventados por si mesmos, de um ídolo a "deus", e depositam sua confiança naquilo que é absolutamente nada. Assim é com toda a idolatria; pois consiste não apenas em erigir uma imagem e adorá-la, mas sim no coração, que fica paralisado diante de alguma outra coisa, e busca ajuda e consolo em criaturas, santos ou demônios, e nem se importa com o Único Deus, nem para Ele olha, como crendo Ele está sempre disposto a ajudar, nem crê que o bem que experimenta vem de Deus."— (Martinho Lutero, Grande Catecismo, O Primeiro Mandamento)
João Calvino considerou "Eu Sou Javé, o SENHOR, teu Deus, que te fez sair da terra do Egito, da casa da escravidão!" (segundo versículo da Primeira Enunciação Divina dos Dez Mandamentos, conforme relatada em Êxodo 20:2, na verdade, o primeiro mandamento, conforme a ordem canônica talmúdica) [meramente] como um prefácio do Decálogo, e atribuiu a "Não terás outros deuses além de Mim" (na verdade, o segundo mandamento talmúdico) o status de primeiro mandamento. No entanto, ele também admitiu considerar "Eu Sou Javé, o SENHOR, teu Deus, que te fez sair da terra do Egito, da casa da escravidão!" como o primeiro mandamento, desde que ele também seja considerado, em sua visão, um prefácio para todo o Decálogo. Em seu comentário sobre o primeiro mandamento, Calvino descreve a superstição como semelhante a uma esposa que comete adultério na frente de seu marido:
"(...) Devemos ter cuidado com a superstição, pela qual nossa mente é desviada do Verdadeiro Deus e levada de um lado para outro por uma multiplicidade de deuses. Portanto, se estamos contentes com um [Único e Verdadeiro] Deus, vamos relembrar o que foi anteriormente observado, que todos os deuses fictícios devem ser levados para longe, e que o culto que Ele, o Altíssimo Deus, reivindica para Si não deve ser degenerado. Nenhuma Partícula de Sua Glória deve ser retida: Tudo o que pertence a Ele deve ser inteiramente a Ele reservado. As palavras "diante de Mim" aumentam a indignidade, causando ciúme ao Altíssimo e Único Deus, sempre que O substituímos; assim como a esposa infiel magoa mais profundamente o coração do marido quando comete adultério abertamente diante de seus olhos."— João Calvino, "Institutos da Religião Cristã"
Como Calvino, Matthew Henry considera "Eu Sou Javé, o SENHOR, teu Deus, que te fez sair da terra do Egito, da casa da escravidão!" [apenas] um prefácio [do Decálogo].Henry explica o prefácio e o primeiro mandamento sob o ponto de vista da Aliança: Deus libertou Israel do Egito, e eles l'HE pertencem por acordo mútuo, que os obriga a obedecerem às suas regras da Aliança:
"O prefácio do legislador: "Eu Sou Javé, o SENHOR, teu Deus..." (v. 2). Nisso, (A) Deus afirma Sua própria autoridade para decretar essa Lei Geral: "Eu sou o Senhor que te ordeno tudo o que segue". (B) Ele se propõe como o Único Objeto de Adoração, Culto e Serviço Religioso que é ordenado nos primeiros quatro mandamentos. Eles estão aqui ligados à obediência por um cordão tríplice, que, alguém poderia pensar, não poderia ser facilmente quebrado. (1) Porque Deus é o Senhor, Javé, auto-existente, independente, eterno e a fonte de todo ser e poder; portanto, Ele tem um direito incontestável de nos comandar. Aquele que dá o Ser pode dar a Lei; e, portanto, Ele é capaz de nos sustentar em nossa obediência, recompensá-la e punir nossa desobediência. (2) Ele era seu Deus, um Deus em Aliança com eles, seu Deus por seu próprio consentimento; e, se eles não guardassem seus mandamentos, quem o faria? Ele havia-Se colocado sob obrigações para com eles por promessa e, portanto, poderia justamente estabelecer suas obrigações sobre eles, por preceito. Embora essa Aliança de peculiaridade já não seja mais válida [para quem está na "Era da Graça"], ainda há outra, pela qual todos os que são batizados são considerados como de Deus e, portanto, serão injustos, infiéis e ingratos, se não O obedecerem. (3) Ele os "tirou da terra do Egito"; portanto, eles foram obrigados, em gratidão, a obedecer-l'HE, porque Ele lhes havia feito tão grande bondade, que os tirara de uma escravidão dolorosa em uma gloriosa liberdade. Eles mesmos haviam sido testemunhas oculares das grandes coisas que Deus havia feito para sua libertação, e não podiam deixar de observar que toda circunstância aumentava sua obrigação."— (Matthew Henry)
John Wesley faz a observação usual de que Israel é obrigado a obedecer aos mandamentos de Deus porque Ele os libertou do Egito, e acrescenta a observação de que os cristãos são igualmente obrigados a servir a Jesus Cristo, tendo sido resgatados da escravidão do pecado.
"Aqui, Deus afirma Sua própria autoridade para decretar essa Lei; e Se propõe como Único Objeto de Adoração Religiosa, que é ordenada nos quatro primeiros mandamentos. Eles estão aqui ligados à obediência. (1) Porque Deus é o Senhor Javé, auto-existente, independente, eterno e a fonte de todo ser e poder; portanto, Ele tem o direito incontestável de nos comandar. (2) Ele era o seu [de Israel] Deus; um Deus em aliança com eles; seu Deus por seu próprio consentimento. Ele os havia tirado da terra do Egito. Portanto, eles foram obrigados, em gratidão, a obedecer-l'HE, porque Ele os tirara de uma escravidão dolorosa para uma liberdade gloriosa. Ao redimi-los, Ele adquiriu o direito maior de governá-los; deviam seu serviço a Ele, a Quem deviam sua liberdade. E assim, Jesus Cristo, resgatando-nos da escravidão do pecado, tem semelhante direito ao melhor serviço que possamos a Ele dedicar. Os quatro primeiros mandamentos dizem respeito a nosso dever para com Deus (comumente chamado de "Primeira Tábua" – os mandamentos relativos ao Amor a Deus). Era apropriado que aqueles fossem colocados em primeiro lugar, porque o homem tinha um Criador para amar antes de ter um próximo para amar, e justiça e caridade são apenas aceitáveis a Deus quando fluem dos princípios da piedade (que compõem a "Segunda Tábua" – os mandamentos relativos ao Amor ao próximo)."— (John Wesley)
Adicionalmente, John Wesley usa o primeiro mandamento em Deuteronômio capítulo 5 como motivação para apresentar uma lista de perguntas e questionamentos introspectivos:
"Acho necessário acrescentar algumas perguntas aqui, que o leitor pode responder entre  Deus e si próprio. "Não terás outros deuses além de Mim" — adoraste a Javé Deus em Espírito e em Verdade? Comprometeste-te a jamais deixá-l'O? Todas as tuas ações tê-n'O como fim? Tens procurado por qualquer outra felicidade além d'O Conhecimento e Amor de Deus? Tens experiência pessoal com Javé Deus e com Jesus Cristo, Seu Filho, a Quem enviou? Tu amas a Javé Deus? Amas-O com todo o teu coração, com toda a tua alma e com toda a tua força, de modo a nada amar em maior grau, de modo que seu amor a Ele sempre aumenta? Encontraste a felicidade em Javé Deus? Ele é o desejo dos teus olhos, a alegria do teu coração? Se não for assim, então tu tens outros deuses antes d'Ele."— (John Wesley.)
Em sua exposição de Êxodo, capítulo 20, no programa de rádio "Através da Bíblia", J. Vernon McGee cita Romanos 1:21-25 e Colossenses 3:5 para alertar que a idolatria proibida pelo primeiro mandamento não é apenas a adoração de ídolos e deuses estrangeiros, mas também ídolos do coração, como ganância, álcool e imoralidade sexual:
"Qualquer coisa a que alguém se entregue, especialmente em abandono, plenamente e sem qualquer reserva, torna-se seu "deus". Muitas pessoas não adoram Baco, o "deus grego e romano do vinho e folia" de antigamente, mas eles adoram "a garrafa [e seu conteúdo] da mesma forma. (...) Quer as pessoas percebam ou não, estão, em tal caso, a adorar o deus Baco. Outras pessoas adoram Afrodite, a deusa do sexo. Algumas pessoas adoram dinheiro. Qualquer coisa para a qual você doa seu tempo, coração e alma torna-se seu "deus". Javé Deus diz que não se pode ter nenhum deus diante dele."— (J. Vernon McGee)

## Outras ocorrências
A declaração אנכי יהוה אלהיך ("Eu Sou Javé, teu Deus", ou "Eu Sou Javé, O SENHOR teu Deus", ou "Eu Sou Javé, O SENHOR vosso Deus, ou "Eu Sou O SENHOR teu Deus, "Eu Sou O SENHOR vosso Deus, ou, apenas "Eu Sou O SENHOR)" aparece várias vezes no texto da Bíblia hebraica, além do Decálogo.
Assim, Levítico, capítulo 18 dá vários mandamentos proibindo as perversões sexuais e o sacrifício de crianças. Exige que o povo de Deus comporte-se de maneira diferente ("santificada") das nações ao redor deles, para que não sejam destruídos da mesma maneira.
"(1) O SENHOR Deus mandou Moisés (2) comunicar aos filhos de Israel o seguinte: 'Eu Sou Javé vosso Deus. (3) Não procedereis como se faz na terra do Egito, onde vivestes; não procedereis de acordo com o costume da terra de Canaã, para onde vos conduzo. Não seguireis suas práticas, (4) mas andareis segundo minhas normas e guardareis meus estatutos e por eles vos conduzireis. Eu Sou Javé vosso Deus. (5) Guardareis meus estatutos e minhas normas: quem os cumprir encontrará neles a vida! Eu Sou Javé."— Levítico 18: 2-5(Bíblia King James Atualizada online
De maneira semelhante, Levítico, capítulo 19 dá ordenanças adicionais em relação à distância e separação de adivinhos e espiritistas, a honra aos idosos e à prática da bondade para com os estrangeiros:
"(31) Não vos voltareis para os que consultam os espíritos dos mortos nem para os que adivinham o futuro, porquanto eles vos contaminariam. Eu Sou Javé, vosso Deus. (32) Tu te levantarás reverentemente diante de uma cabeça com cabelos brancos; honrarás o ancião e tratarás sempre com elevado respeito todas as pessoas idosas. Temerás o SENHOR teu Deus. Eu Sou Javé. (33) Se um estrangeiro habita convosco na vossa terra, não o molestareis. (34) O forasteiro que mora convosco será para vós como um compatriota, e vós o amareis como a vós mesmos, pois fostes igualmente estrangeiros na terra do Egito. Eu Sou o Eterno, Javé vosso Deus."— Levítico 19: 31-34(Bíblia King James Atualizada online
O profeta Isaías afirma que a falha em obedecer aos mandamentos é a razão do cativeiro de Israel e, se a nação obedecesse aos mandamentos, eles teriam paz como um rio:
"(17) Assim declara Javé, o SENHOR, o teu Redentor, o Santíssimo de Israel: Eu Sou Javé, o teu Deus, que te ensina o que é útil e te guia pelo caminho em que deves andar! (18) Ah! Se tivesses dado atenção aos meus mandamentos e princípios! Então seria a tua paz como um rio calmo, e a tua justiça como as brancas e fortes ondas do mar. (19) De igual forma a tua posteridade seria como a areia, e os teus descendentes, como os grãos da areia: o seu nome jamais correria o risco de ser eliminado da minha presença, tampouco veríeis a destruição. (20) Saí da Babilônia, fugi de entre os caldeus e anunciai isto com voz de grande alegria; proclamai-o e levai-o até o fim da terra; declarai: 'Eis que 'Javé' resgatou o seu servo Jacó!' (21) Não padeceram sede, quando ele os conduzia pelos desertos; fez-lhes jorrar água da Rocha; fendeu a pedra e as águas fluíram generosamente. (22) 'Para os ímpios e perversos não há paz alguma!' Assim diz o SENHOR."— Isaías 48: 17-22<ref.Isaías 48:17–22</ref>(Bíblia King James Atualizada online
O profeta Joel aguarda com expectativa as futuras bênçãos pelas quais o povo de Deus saberá que O Senhor é seu Deus por meio de Suas maravilhosas ações em favor deles:
"(26) Então comereis à vontade até vos fartardes; e louvareis O Nome de Javé, vosso Elohim, Deus, que realizou maravilhas em vosso benefício. Jamais o meu povo será humilhado! (27) E vós todos sabereis que Eu estou convosco, ó Israel. Eis que Eu Sou Javé, o SENHOR, o teu Elohim, Deus, e não há nenhum outro; nunca mais o meu povo será envergonhado!"— Joel 2: 26-27(Bíblia King James Atualizada online